# Albert Černi
Albert Černi (češ. Albert Černý; rođen 17. februara 1989. u Trinecu) je češki pevač i gitarista, član i frontmen grupa Charlie Straight (2006–2013) i Lake Malawi (2013–danas). Godine 2019. on i njegov bend Lake Malawi predstavljali su Češku na Pesmi Evrovizije, gde su završili jedanaesti, što je drugi najbolji rezultat u istoriji Češke.

## Biografija
Pohađao je poljsku osnovnu školu. Po završetku osnovne škole pridružio se češkoj gimnaziji u Trinecu. Studirao je engleski na Univerzitetu Palacky u Olomouku.
Autor je muzike za seriju Češke televizije "4teens", koja je emitovana 2011. Takođe je glumio u toj seriji.
U januaru 2019. godine sa bendom Lake Malawi pobedio je u nacionalnom izboru Češke za Pesmu Evrovizije 2019, sa pesmom "Friend of a Friend". Nastupio je u prvom polufinalu iz kojeg se plasirao u finale. Bend je završio na 11. mestu od 41 države učesnice, što je drugi najbolji rezultat Češke Republike na ovom takmičenju.
2020. godine se prijavljuje za poljski nacionalni izbor za Pesmu Evrovizije 2020. sa pesmom Lucy. Plasirao se u finale izbora, a u finalu je bio drugoplasirani. Krajem iste godine objavljuje svoju prvu pesmu na češkom jeziku - Nová Láska.

## Lični život
U vezi je sa manekenkom Barborom Podžimkovom.

## Diskografija
- Lucy (2020)
- Nová Láska (2020)